# Stazione di Viareggio Scalo
Stazione di Viareggio Scalo 1994-ben bezárt vasútállomás Olaszországban, Viareggio településen.

## Vasútvonalak
Az állomást az alábbi vasútvonalak érintették:
- Pisa–La Spezia–Genova-vasútvonal

## Kapcsolódó állomások
A vasútállomáshoz az alábbi állomások vannak a legközelebb:
- Stazione di Torre del Lago Puccini
- Stazione di Massarosa-Bozzano
- Stazione di Viareggio